# 서범석
서범석(徐範錫, 1902년 10월 19일 ~ 1986년 4월 2일)은 대한민국의 정치인이자 친일파다. 서울 출생  본관은 대구이다.

## 생애
1902년 서울에서 출생했다. 호는 백봉(白峰)이다. 1919년 양정고등보통학교 재학중 3·1운동에 참여했고, 졸업 후 1921년 중국으로 건너가 1923년 베이징대학 정경과를 수료했다.
1924년부터 1931년까지는 『조선일보』·『시대일보』·『동아일보』 기자로 활동하였다. 1924년 4월 적기시위사건으로 경찰에 구금되었으며, 1925년 박헌영·임원근·신일용 등과 함께 좌익이라는 이유로 『조선일보』에서 해직되었다. 1931년 7월 만보산사건이 발생하자, 이 사건을 적극 취재하는 한편, 중국 현지에서 한인 농민들과 중국인들 간의 충돌을 막기 위해 노력했다.
1931년 동아일보 봉천(奉天)특파원이 되었고, 1933년 8월 만주국의 수도인 신경(新京)에서 창간된 친일 조선어 신문인 『만몽일보(滿蒙日報)』의 편집국원으로 활동했다.
1934년에는 만주 특수(特需)를 이용해 건설업체인 협동공사를 설립했고, 이어 1936년 3월 봉천지역 친일단체인 흥아협회(興亞協會)이 발기인이 되어 기관지 『재만조선인통신』의 편집장을 맡아 다양한 논설과 기사로 친일활동을 전개했다. 같은 해 11월 경성 부민관에서 개최된 '조선인징병제요망운동'의 발기인으로 참여했으며, 1938년에는 ‘민족협화(民族協和)’의 이데올로기를 내건 친일조직 만주국 협화회 봉천시본부 선계공작간사회(鮮系工作幹事會) 실천부장이 되었다.
1940년에는 봉천지역을 대표해 동남지구특별공작후원회의 상무위원이 되어, 김일성 등 공산주의자와 동북항일연군에게 권고문을 제작해 비행기로 대량 살포했다.
해방 후인 1950년 제2대 국회의원 선거에서 경기도 옹진갑구(甕津甲區)에서 무소속으로 출마, 당선된 데 이어, 1958년 제4대, 1960년 제5대, 1963년 제6대, 1967년 제7대, 1971년 제8대 등 20여 년 동안 민주당, 민중당, 신민당 등 야당 소속의 국회의원으로 당선됐다.
1952년 부산정치파동 때는 국제공산당 혐의로 투옥됐다. 장면정권(張勉政權) 수립 뒤 국회내무위원장을 맡았고, 1964년 민중당(民衆黨) 원내총무로 활동했다. 1971년 대통령선거 당시 신민당 지도위원이었으며, 1972년의 10월유신 이후 정계를 은퇴, 경기도 용인에서 농장을 경영했다. 1986년 4월 2일 사망했다.

## 약력
- 중국 유학
- 조선일보 및 동아일보 근무.
- 대한청년단 안암지단장
- 민주당서울시당부위원장
- 민주당중앙상위부의장
- 제5대민의원내무위원장
- 내무분과위원장
- 민정당 원내총무
- 민중당 지도위원 및 민중당운영위원
- 신민당기획위원 및 총무위원장
- 신민당서울제8지구당위원장
- 6대국회 원내총무
- 신민당지도위원회 부의장
- 제2대(옹진갑, 무소속), 제4대(성북, 민주당), 제5대(성북, 민주당), 제6대(성북을, 민정당), 제7대(성북을, 신민당), 제8대(성북을, 신민당) 국회의원을 역임하였다.
- 2002년 발표된 친일파 708인 명단의 언론 분야에 선정되었다.
- 2008년 민족문제연구소가 발표한 친일인명사전 수록예정자 명단 해외 부문에 포함되었다.

## 역대 선거 결과
|  | 21.76% |

|  | 42.47% |

|  | 25.43% |

|  | 67.69% |

|  | 73.51% |

|  | 42.38% |

|  | 53.51% |

|  | 65.50% |

|  | 25.40% |

## 참고 자료
- 서범석 - 대한민국헌정회
- 『친일인명사전』2(민족문제연구소, 2009)
- 「만주지역 친일언론 재만조선인통신의 발행과 사상통제의 경향」(황민호, 『한일민족문제연구』10, 한일민족문제학회, 2006)
- 「1930년대 후반 재만흥아협회의 설립과 대일협력 논리」(황민호, 『한국독립운동사연구』30, 독립기념관 한국독립운동사연구소, 2008)
- 『동아일보』
- 『만선일보』
- 『매일신보』
- 『삼천리』
- 『역대국회의원총람』
- 『재만조선인통신』